# 小高川橋
小高川橋（おだかがわばし）は福島県南相馬市小高区の小高川に架かる道路橋である。同名の橋梁が複数存在する。

## 常磐自動車道
E6

### 概要
- 全長：77.0m
  - 主径間：40.7m
- 幅員：9.76m（暫定2車線）
- 型式：2径間鋼連続合成少数鈑桁橋
- 竣工：2008年
- 施工：佐藤鉄工[1]

（上記は渡河部分についてのものである）
浪江インターチェンジ～南相馬インターチェンジ間にある橋梁であり、南詰は金谷字柳迫、北詰は大田和字広畑に位置する。2011年（平成23年度）の供用開始が予定されていたものの、福島第一原子力発電所事故による警戒区域設定に伴い開通の目途が立っていなかったが、2014年12月6日の浪江インターチェンジ～南相馬インターチェンジ間の開通に伴い供用が開始された。

### 隣の橋梁
久慈川橋 - 夏井川橋 - 木戸川橋 - 井出川橋 - 熊川橋 - 羽黒川橋 - 前田川橋 - 高瀬川橋 - 請戸川橋 - 宮田川橋 - 小高川橋 - 北鳩原川橋 - 新田川橋 - 笹部川橋 - 上真野川橋 - 真野川橋 - 町場川橋 - 宇多川橋

## 国道6号

### 概要
- 全長：101.4m
  - 主径間：24.7m
- 幅員：8.8m
- 型式：4径間鋼単純鈑桁橋
- 竣工：1965年[2]

269.2キロポスト付近にある橋梁であり、南詰は大井字深町、北詰は大井字田中前に位置する。橋の南側には福島県道260号北泉小高線と交差する大井交差点が設置されている。